# Johann Pütz

Johann Pütz

Johann Ägid Pütz (* 4. Juni 1851 in Aachen; † 9. April 1945 in Wemding) war katholischer Geistlicher und Mitglied des Deutschen Reichstags.

## Leben
Pütz besuchte die Domschule und das Kaiser-Karls-Gymnasium zu Aachen, die Universität Bonn und das Priesterseminar Köln. Während seines Studiums wurde er am 26. Oktober 1870 Mitglied der KDStV Novesia Bonn im CV. Von 1874 bis 1877 war er Hauslehrer in Freiburg im Breisgau  bei der Familie Herder und siedelte dann nach Franken in das Bistum Eichstätt über. Dort war er ab 1877 Kaplan in Velburg und ab 1880 in Beilngries, von 1884 bis 1892 Stadtpfarrer von St. Sebald in Schwabach und danach bis zu seinem Tod 1945 Stadtpfarrer und Dekan in Wemding. Außerdem war er Korrespondent der Denkmalpflege in Bayern für das Königliche Generalkonservatorium der Kunstdenkmäler und Altertümer Bayerns.
Von 1905 bis 1918 war er Mitglied des Deutschen Reichstags für den Wahlkreis Schwaben 2 (Donauwörth, Nördlingen, Neuburg) und die Deutsche Zentrumspartei.